# Erylus granularis
Erylus granularis is een sponzensoort uit de familie Geodiidae in de klasse gewone sponzen (Demospongiae).
De wetenschappelijke naam van de soort werd in 1904 gepubliceerd door Topsent.